# Francesc Porcell i Guàrdia
Francesc Porcell i Guàrdia (* 1813 in Palma; † 5. Mai 1890 in Barcelona) war ein katalanischer Komponist, Sänger der Stimmlage Tenor, Dirigent und Kapellmeister.

## Leben und Werk
Kurz nach seiner Geburt in Palma kehrte die Familie nach Torredembarra in der Provinz Tarragona zurück, wo sie herstammte. Hier nahm Francesc Porcell bei Isidoro Hernández Recasens, einem exkommunizierten Mönch, Unterricht in Solfeig, Harmonielehre und Violine. Im Alter von neun Jahren spielte er in öffentlichen Auftritten Geige und leitete die Kapelle, in Zeiten, in denen sein Lehrer nicht verfügbar war. 1826 nahm er in Tarragona ein Philosophie- und ein Medizinstudium auf. 1827 wechselte er nach Barcelona und erwarb 1829 einen Bachelor in Philosophie und 1836 einen Abschluss in Medizin und Chirurgie. 1832 begann er bei Joan Goula in Barcelona ein Gesangsstudium. Hier lernte er auch die Sopranistin Caterina Mas kennen, die er später heiratete.
Beide debütierten gemeinsam im Oktober 1832 am Teatre Principal de Palma in der Oper Norma von Vincenzo Bellini. Später sang er auch in Valencia, am Teatre de la Santa Creu und am Gran Teatre del Liceu in Barcelona und schließlich auch in Bilbao. 1842 erkrankte Porcell und verlor dabei seine Singstimme. Er wirkte ab diesem Zeitpunkt als Kapellmeister und Dirigent weiter im Bereich der Musik. Von 1842 bis 1853 wirkte Francesc Porcell in verschiedenen spanischen Städten als Dirigent, Kapellmeister und Komponist. 1853 wurde er zum Chorleiter des Gran Teatre del Liceu ernannt. Diese Stellung hatte er bis zu seinem Lebensende inne. Von 1868 bis 1874 dirigierte er die Orchesterkonzerte der Euterpe Musikgesellschaft von Josep Anselm Clavé. Nach dem Tod Clavés leitete er bis 1875 Chor und Orchester dieser Musikgesellschaft.
In seinem kompositorischen Werk finden wir ein Te Deum, eine Missa de Glòria, die im Januar 1866 in der Barceloneser Kirche Santa Maria del Pi uraufgeführt wurde. Weiterhin finden wir ein Graduale, vier Opern (darunter El trovador, 1842 und Rosmunda in Ravenna, 1844), eine Sinfonie, eine allegorische Hymne und eine spanische Phantasie. Er ist der Komponist der Cançons dels soldats catalans a Àfrica (1859–1860, Lieder der katalanischen Soldaten in Afrika).
Francesc Porcell starb am 5. Mai 1890 in Barcelona an den Folgen eines Schlaganfalles.